# آرثر كوتن
آرثر كوتن هو سياسي أسترالي، ولد في 9 يناير 1853، وتوفي في 6 ديسمبر 1920 في Swansea, Tasmania ‏ في أستراليا. نشط حزبياً في Liberal Party (Australia, 1909) ‏. وقد انتخب عضو مجلس نواب تسمانيا ‏.